# Zwergstachelmaus
Die Zwergstachelmaus oder Kleine Stachelmaus (Acomys spinosissimus) ist ein im südöstlichen Afrika verbreitetes Nagetier in der Gattung der Stachelmäuse. Die Art unterscheidet sich recht deutlich in ihren genetischen Eigenschaften von anderen Gattungsvertretern.

## Merkmale
Wie der Name andeutet ist die Art mit einer Kopf-Rumpf-Länge von 79 bis 97 mm, einer Schwanzlänge von 67 bis 90 mm und einem Gewicht von 20 bis 31 g ein kleines mausartiges Tier. Sie hat 12 bis 19 mm lange Hinterfüße und 12 bis 15 mm lange Ohren. Das weiche Fell auf den Schultern geht auf dem Rücken in ein mit Stacheln durchsetztes Fell über. Die Haare sind an der Wurzel weiß und an den Spitzen grau, rosabraun oder dunkler rotbraun, was ein graubraunes bis rotbraunes Aussehen erzeugt. Diese Farben können auch fleckig auftreten. An den Körperseiten wird das Fell wieder weicher und heller. Die Unterseite inklusive Kehle und Kinn sowie ein Fleck unter jedem Auge sind weiß. Weitere Kennzeichen sind große Augen und abgerundete nackte Ohren. Der spärlich behaarte Schwanz ist oberseits grau oder rotbraun und unterseits weiß. Die vier paarig angeordneten Zitzen der Weibchen liegen im Leistenbereich. Die Zwergstachelmaus ähnelt der Kap-Stachelmaus (Acomys subspinosus), die ein anderes Verbreitungsgebiet hat.

## Verbreitung
Diese Stachelmaus lebt im Osten von Simbabwe und in angrenzenden Regionen von Mosambik. Sie bewohnt das Flachland und Gebirge bis 1800 Meter Höhe. Die Exemplare halten sich in felsigen Savannen auf.

## Lebensweise
Dieses nachtaktive und bodenbewohnende Tier versteckt sich am Tag in einfachen Nestern aus Gras und Blättern, die in Felsspalten oder neben Steinen postiert werden. Die Individuen können gut auf Felsen klettern und sie graben nur zur Nahrungssuche. Die Zwergstachelmaus kann längere Zeit nur mit der Flüssigkeit aus der Nahrung überleben. Sie frisst vorwiegend Insekten und Pflanzensamen sowie Blumen, Wurzeln und Knospen. Reste von Insektenschalen in Felsspalten lassen vermuten, dass die Nahrung erst an einem sicheren Ort verspeist wird. Da Exemplare in Gefangenschaft ohne Aggressionen zusammenlebten, kann die Art ein soziales Tier sein. Das Fortpflanzungsverhalten entspricht vermutlich anderen Stachelmäusen. Dieses Nagetier fällt selten der Schleiereule zum Opfer.

## Gefährdung
Die IUCN listet die Zwergstachelmaus als nicht gefährdet (least concern) aufgrund fehlender Bedrohungen und einer stabilen Gesamtpopulation.